# Facundo (Chubut)
Facundo es una localidad y comuna rural del sudoeste de la provincia del Chubut, Argentina, dentro del departamento Río Senguer.

## Población
En 2010 contaba con 185 habitantes (Indec, 2010), lo que representó un incremento del 22% frente a los 151 habitantes (Indec, 2001) del censo anterior. La población se compuso de 102 varones y 83 mujeres, lo que arrojó un índice de masculinidad del 122.89%. En tanto, las viviendas pasaron a ser 95.

Tras el censo de 2022 se conoció un nuevo crecimiento de la localidad, con 255 habitantes y unas 132 viviendas.La población mantiene la categoría de comuna rural.
| Gráfica de evolución demográfica de Facundo entre 1991 y 2022 |
|                                                               |
| Fuente: Censos nacionales del INDEC                           |